# アイ・アム・ア・ロック
「アイ・アム・ア・ロック」（I Am a Rock）は、サイモン&ガーファンクルが1966年に発表したシングル。

## 解説
タイトルは「僕は岩」という意味で、孤独のメタファーとなっている。元々はポール・サイモンがイギリスで活動していた頃に発表したソロ・アルバム『ポール・サイモン・ソングブック』（1965年）収録曲。アルバム発売前の7月23日、ITVの音楽番組『レディ・ステディ・ゴー』に生出演した時にも歌われており、テレビ局は演奏時間を短縮するように要請したが、ポールはそれに反してフル・ヴァージョンで歌った。イギリスではシングルとしても発表されたが、チャート・インは果たせなかった。
その後、ポールがアメリカに帰国するとサイモン&ガーファンクルとして再録音され、1966年初頭に発売されたアルバム『サウンド・オブ・サイレンス』の中の1曲として発表され、その後シングル・カットされて、サイモン&ガーファンクルにとって3作目の全米トップ10ヒット・シングルとなった。B面の「雨に負けぬ花」も『ポール・サイモン・ソングブック』収録曲のセルフカヴァーで、1966年12月には録音されていたが、アルバム『サウンド・オブ・サイレンス』には収録されず本シングルで初めてリリースされ、その後、アルバム『パセリ・セージ・ローズマリー・アンド・タイム』（1966年）に収録された。

## カヴァー
- ホリーズ - 『Would You Believe?』（1966年）
- グラス・ルーツ - 『Where Were You When I Needed You』（1966年）
- ボビー・ゴールズボロ - 『Word Pictures』（1968年）[3]
- デイヴィ・グレアム - 『Hat』（1969年）
- ジローズ - 『ジローズ登場/戦争を知らない子供たち』（1971年）
- レッドハウスペインターズ - 『Red House Painters (Bridge)』（1993年）
- ミー・ファースト・アンド・ザ・ギミー・ギミーズ - 『Have a Bell』（1997年）
- エイプリル・ワイン - 『Back to the Mansion』（2002年）